# Volker Halbauer

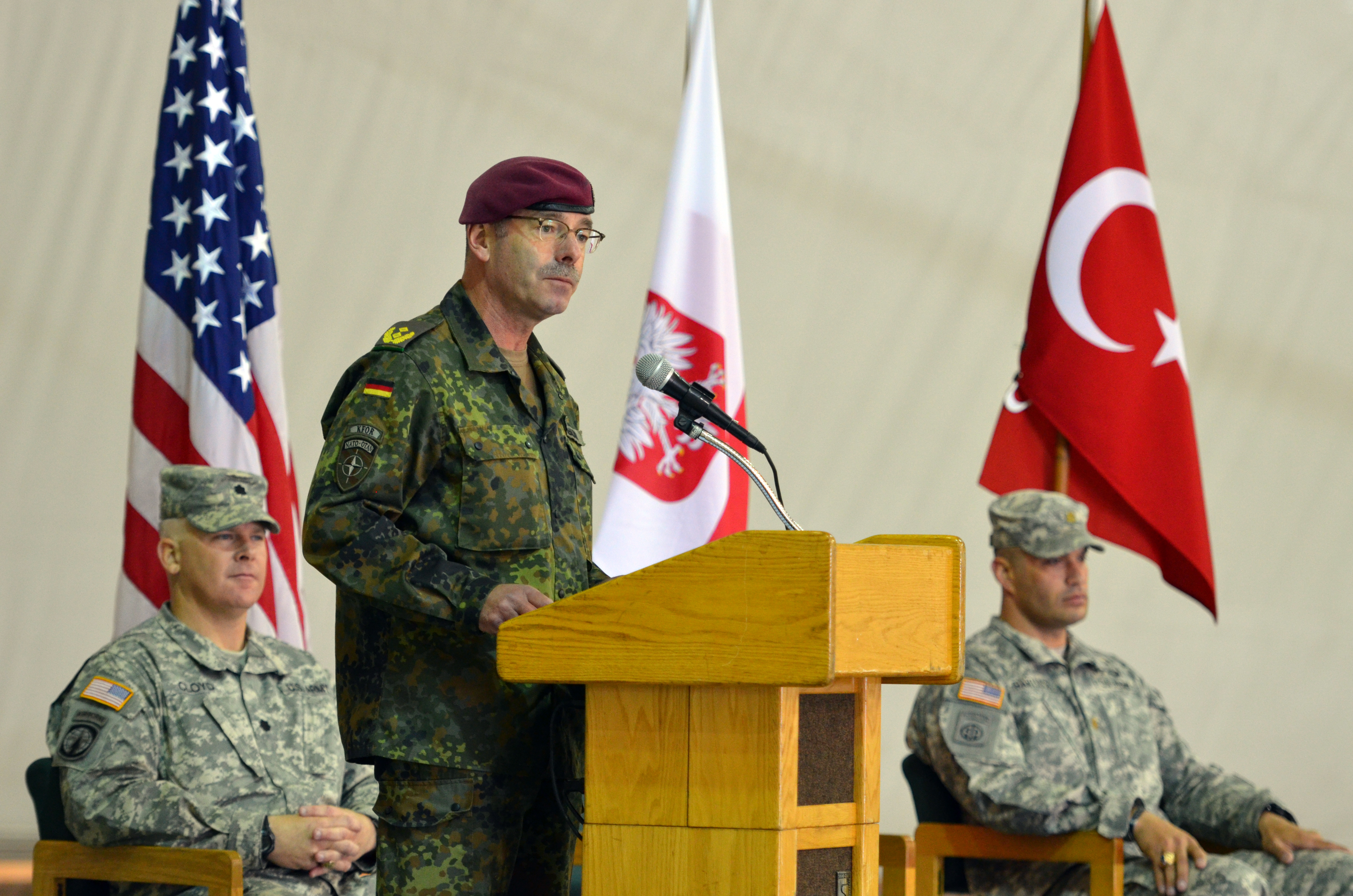
Volker Halbauer (Mitte) während einer Ansprache im Camp Bondsteel (Kosovo) im Mai 2013

Volker Halbauer (* 17. Dezember 1955 in Kürnbach) ist ein Generalleutnant a. D. des Heeres der Bundeswehr. Er war bis 7. April 2016 Kommandierender General des 1. Deutsch-Niederländischen Korps in Münster.

## Militärische Laufbahn

### Ausbildung und erste Verwendungen
Halbauer trat zum 1. August 1975 in den Dienst der Bundeswehr. Nach der Ausbildung zum Offizier diente er als Jugendoffizier. Er nahm an der Universität der Bundeswehr Hamburg ein Studium der Wirtschafts- und Organisationswissenschaften auf und schloss dieses 1980 als Diplom-Kaufmann ab. Von 1980 bis 1987 diente er als Zugführer, Nachrichtenoffizier (S2) und Kompaniechef in den Fallschirmjägerbataillonen 252 und 253 in Nagold.

### Dienst als Stabsoffizier
Von 1987 bis 1989 absolvierte er an der Führungsakademie der Bundeswehr in Hamburg den Generalstabslehrgang und erhielt danach die Beförderung zum Major. Im Anschluss war Halbauer von 1989 bis 1991 zuerst als Nachrichtenstabsoffizier (G2) und dann als Operationsstabsoffizier (G3) im Stab der 1. Luftlandedivision in Bruchsal unter dem Kommando von Generalmajor Georg Bernhardt eingesetzt.
Von 1991 bis 1992 absolvierte Halbauer in den Vereinigten Staaten die Generalstabsausbildung der United States Army in Fort Leavenworth, Kansas. Zurück in Deutschland diente er bis 1994 als Operationsstabsoffizier (G3) der Luftlandebrigade 26 in Saarlouis unter dem Kommando von Oberst Helmut Harff. Während dieser Zeit absolvierte er vom Mai bis zum November 1993 einen Auslandseinsatz im Rahmen von UNOSOM II als Chef des Stabes des 1. Kontingents des Deutschen Unterstützungsverbandes Somalia.
Von 1994 bis 1996 übernahm Oberstleutnant Halbauer das Kommando über das Fallschirm-Panzerabwehrbataillon 283 in Münsingen. Nach diesem Truppenkommando absolvierte er, abermals in Fort Leavenworth, Kansas, den Fellowship Course an der School of Advanced Military Studies (SAMS). Wieder in Deutschland wurde er nach Hamburg versetzt, wo er von 1997 bis 1999 an der Führungsakademie als Dozent für Truppenführung und Tutor im nationalen Generalstabslehrgang (LGAN) diente. 1999 wurde Halbauer in das Bundesministerium der Verteidigung nach Bonn versetzt, wo er bis 2000 als Planungsreferent im Führungsstab der Streitkräfte (FüS VI 2) unter Konteradmiral Jörg Auer diente. Von 2000 bis 2002 war Halbauer abermals an der Führungsakademie eingesetzt, diesmal als Leiter des Generalstabslehrganges.
Im Anschluss daran diente er von 2002 bis 2003 als Chef des Stabes der 10. Panzerdivision in Sigmaringen unter dem Kommando von Generalmajor Jan Oerding. 2004 wurde Halbauer wieder ins Ministerium versetzt, wo er bis 2006 als Referatsleiter Heeresentwicklung und Studienarbeit im Führungsstab des Heeres (FüH III 3) unter Generalmajor Volker Wieker diente.

### Dienst im Generalsrang
Am 4. August 2006 übernahm Oberst Halbauer von Reinhard Wolski in Fritzlar das Kommando über die Luftbewegliche Brigade 1 und führte diese bis 5. Dezember 2008. In dieser Verwendung wurde Halbauer zum Brigadegeneral ernannt. Er gab dieses Kommando an Jürgen Setzer ab und wechselte 2008 schließlich erneut ins Verteidigungsministerium, wo er bis 2010 als Stabsabteilungsleiter Führung, Konzeption, Einsatzgrundsätze im Führungsstab des Heeres (FüH III) unter dem Kommando von Generalmajor Werner Freers diente.
Nachdem Freers zum Inspekteur des Heeres ernannt worden war, folgte ihm Halbauer zum 24. März 2010 auf dem Posten des Chefs des Stabes Führungsstab des Heeres nach. Zum 1. April 2010 wurde Halbauer zum Generalmajor ernannt. 
Am 7. September 2012 löste Halbauer Erhard Drews als Kommandeur der KFOR ab. Dieses Kommando hatte er bis zum 6. September 2013 inne.
Vom 25. September 2013 bis zum 7. April 2016 war er in seiner letzten Verwendung Kommandierender General des 1. Deutsch-Niederländischen Korps in Münster. Mit der Übernahme des Postens ging auch die Beförderung zum Generalleutnant einher.
Am 24. Mai 2016 wurde Volker Halbauer in Strausberg mit einem großen Zapfenstreich vom Inspekteur des Heeres Generalleutnant Jörg Vollmer in den Ruhestand versetzt.

### Entsendung an das ukrainische Verteidigungsministerium
Nach seinem Ausscheiden aus der Bundeswehr wurde er von der deutschen Bundesregierung in das „Defense Reform Advisory Board“ des ukrainischen Verteidigungsministeriums entsandt.

## Privates
Halbauer ist verheiratet und hat zwei Kinder.